# Video Games (rivista)
Video Games è stata una rivista di videogiochi tedesca degli anni '90, dedicata in particolare al mondo delle console.

## Storia
Il primo numero di Video Games uscì il 27 marzo 1991 per Verlag Markt & Technik come supplemento speciale per Power Play (e solo successivamente assunse una forma indipendente). Oltre ai test di giochi importati, la rivista trattò anche titoli per console estere come Neo Geo di SNK Playmore, nonché pubblicò articoli su novità ricercate  e aree di nicchia (tecnologia 3D, anime, ecc.). Come corredo al tema videoludico, principale, Video Games arricchì ripetutamente i suoi numeri con aneddoti sui suoi dipendenti e sul lavoro editoriale quotidiano.
Il mensile passò attraverso le ere videoludiche di 8 bit (NES ecc.), 16 bit (SNES, SEGA Mega Drive) e 32 bit (PlayStation, ecc.). Alla fine degli anni '90, passò prima a Weka Holding e infine a Future-Verlag. L'ultima edizione arrivò nei negozi all'inizio di gennaio 2001.